# Russell Murray

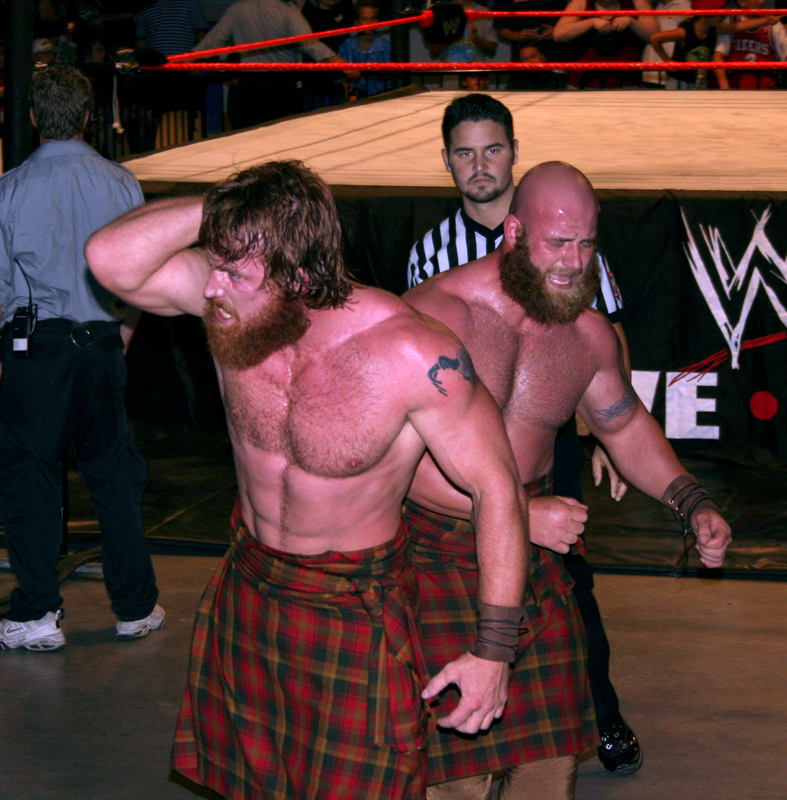
Murray (à direita) com o seu parceiro de tag team Robbie McAllister.

Russell Murray (nascido em Oban) é um wrestler profissional britânico que trabalhou para a WWE no programa RAW como Rory McAllister. Ele foi um membro da tag team The Highlanders, juntamente com Robbie McAllister (Derek Graham-Couch).
Foi despedido da WWE em 15 de agosto de 2008.